# W50 Bistrița 2025
Das W50 Bistrița 2025 ist ein Tennisturnier für Damen in Bistrița. Das Sandplatzturnier war Teil der ITF Women’s World Tennis Tour 2025 und findet vom 19. bis 24. August 2025 statt.

## Qualifikation
Die Qualifikation für das W50 Bistrița 2025 findet am 17. und 18. August 2025 statt. Ausgespielt werden acht Qualifikantenplätze, die zur Teilnahme am Hauptfeld des Turniers berechtigten.
Folgende Spielerinnen hatten sich für den Hauptbewerb qualifiziert:
| Qualifikantinnen | Qualifikantinnen | Qualifikantinnen | Qualifikantinnen | Lucky Loser |
| ---------------- | ---------------- | ---------------- | ---------------- | ----------- |
| Rumänien         | Rumänien         |                  |                  |             |
|                  |                  |                  |                  |             |